# Ariel (Once Upon a Time)
Ariel es el sexto episodio de la tercera temporada de la serie de televisión estadounidense de fantasía y drama, Once Upon a Time. El episodio se transmitió originalmente en los Estados Unidos el 03 de noviembre de 2013, mientras que en América Latina el episodio debutó el 12 de noviembre del mismo por el canal Sony Latinoamérica. El guion principal del episodio fue coescrito por los creadores de la serie Edward Kitsis junto a Andrew Horowitz y la dirección general estuvo a cargo de Ciaran Donelly.
En este episodio el grupo encuentra una manera de salvar a Neal de su prisión en la cueva del eco, pero para lograrlo primero tienen que revelar sus más oscuros secretos. Mientras tanto en un flashback del bosque encantado, Blancanieves conoce por primera vez a la noble, aventurera y alegre Ariel, una sirena que está en busca de su final feliz con su verdadero amor, el príncipe Eric.

## Argumento

### En el pasado del bosque encantado
Mientras huye de unos guardias de la reina malvada, Blancanieves salta desde un acantilado donde casi pierde la vida, de no ser por la intervención de Ariel, una valiente, noble e intrépida sirena, que rápidamente se hace amiga de la princesa cuando comparte con la misma sus propios planes: reunirse con el príncipe Eric, un joven a quien le salvó la vida de un naufragio y su verdadero amor. Sintiéndose en deuda con la sirena, Blancanieves se compromete ayudar a su nueva amiga en la búsqueda de su propio final feliz. Ariel le revela que puede adquirir de forma temporal piernas durante un corto periodo de 12 horas, una vez cada año gracias a la intervención de Úrsula, la diosa del mar, quien es venerada como una deidad por los habitantes del reino de Eric.
Al anochecer, Blanca acompaña a Ariel en un baile organizado por Eric, con la esperanza de reunirlos a los dos y que se declaren su amor. A pesar de que Eric cree que quien lo salvo es Úrsula y que su destino es estar con Ariel. La sirena comienza a sentirse insegura de su habilidad para integrarse al mundo de la tierra y de la posibilidad de ser aceptada por como es en realidad. Esa misma noche, Ariel es visitada por la Reina Malvada disfrazada como Úrsula, quien se aprovecha de los deseos de la sirena para concederle lo que más quiere: un par de piernas permanentes. 
Al día siguiente Ariel visita a Blancanieves y le pone un brazalete que transforma de inmediato a la segunda en una sirena, mientras que la primera es capaz de mantener sus piernas a pesar de que se acabó el día en el que las sirenas pueden estar en tierra firme. Ariel revela que hizo un trato con "Úrsula", pero para poder conseguir piernas tiene que transformar a Blanca en una sirena y de esa forma darle una oportunidad de escapar de la Reina Malvada. En ese momento aparece la Reina malvada, quien le revela a Ariel que solo la utilizó para poder atrapar a su peor enemiga, le ofrece la oportunidad de escapar y procede intentar asesinar a Blancanieves.  
Ariel ataca a la Reina malvada con un tenedor y huye junto a Blancanieves, arreglando de esa manera su equivocación. En agradecimiento, Blanca alienta a su amiga a buscar a Eric y decirle la verdad para averiguar si él de verdad la ama. Ariel obedece pero cuando quiere comunicarse con él. Regina le arrebata su voz como castigo por haberle impedido lograr su cometido. Más tarde la reina malvada es amenazada por la verdadera Úrsula, quien se manifiesta en una estatua de sí misma, y procede a advertirle a la villana de no atreverse a personificarla otra vez.

### En Nunca Jamás
Mientras Regina trata de enseñarle a Emma como usar sus poderes mágicos. Garfio llega para revelarle a David y a Mary Marageret que Neal está con vida. En un principio los tres tratan de ocultárselo a Emma. Pero al no poder mantenerlo en secreto, los mismos terminan viéndose obligados a idear una manera de rescatar al padre biológico de Henry. Regina es la única que no está de acuerdo con los nuevos planes, y procede a separarse de los "encantadores" y Garfio para continuar con la búsqueda de su hijo adoptivo.
Emma junto a sus padres y Garfio encuentran a Neal en la cueva del eco, un lugar donde tienen que revelar sus secretos más oscuros con tal de crear un puente que les permitirá cruzar hasta donde esta retenido el prisionero. De esa forma, todos se ven obligados a enfrentarse a situaciones incómodas al mismo tiempo que revelan sus secretos: Garfío reconoce que está enamorado de Emma, Mary Margaret quiere tener otro bebé para poder criarla y darle que no pudo a su hija. David revela que fue envenenado con la planta del sueño y que se recuperó con un antídoto con un enorme precio: no puede abandonar Nunca Jamás o morirá. Aunque el puente que lleva a la prisión queda completado con solo tres secretos, Emma finalmente tiene que revelar el suyo para liberar a Neal. De esa forma ella confiesa que no está contenta de saber que su antigua pareja sigue con vida, ya que no quiere tener que seguir sufriendo por él. Al instante las barras de la jaula se desvanecen y Neal queda liberado. Mientras todos salen de la cueva, Neal le revela a Emma su propio secreto: sigue enamorado de ella y está dispuesto a luchar por su amor.
En otra parte de Nunca Jamás, Gold está tratando de ver el futuro hasta que es interrumpido por una visita de Peter Pan, quien procede a ofrecerle la oportunidad de dejar la isla, si abandona a Neal y Henry. Aunque Gold se queda pensando en las palabras del chico inmortal, mientras sostiene una conversación una visión subconsciente de Bella. En ese momento aparece Regina quien usa sus poderes para revelarle que la visión de Bella no es más que un disfraz utilizado por la sombra de Peter Pan. Regina le revela a su antiguo mentor que quiere encontrar una forma de derrotar a Pan antes sin tener que matarlo para no poder sacrificar la vida de nadie en el progreso. Gold revela que tiene un objeto para lograrlo en su tienda. Al escuchar esto, Regina usa una concha para llamar a nadie menos que Ariel y tras regresarle su voz, la villana crea un nuevo trato con ella: si Ariel llega a la tienda de Gold y trae el artefacto para derrotar a Pan, ella podrá obtener piernas y reunirse con Eric, quien está entre los muchos habitantes del lugar donde están casi todos los personajes de cuentos de hadas: Stoorybroke.

## Producción
El episodio cuenta con la primera presentación de Joanna Garcia Swisher como Ariel, la protagonista de la película animada de 1989, La sirenita. La integración de García fue anunciada en agosto de 2013. También presenta la introducción de su verdadero amor el príncipe Eric, que fue interpretado por Gil McKinney.
El cocreador de la serie, Edward Kitsis, quien coescribió el episodio, declaró que "una vez que comprendí que íbamos a estar en Nunca Jamás, se sintió como el lugar ideal para Ariel." Garcia Swisher estaba encantada de que la serie se mantuviera leal a la película de Disney, explicando que "esta es una chica que vive bajo el océano, que se ha enamorado locamente de este hermoso príncipe e irá hasta el fin de la tierra para estar con él… es una noción muy romántica y me encanto esa idea... tiene ese increíble momento de cuento cuando sus ojos se conectan y es instantáneo." Fue su primera experiencia actuand tras haber dado luz a su hija a principios del año.
En la producción del episodio, García Swisher declaró que aun sentía los efectos de su embarazo: "Bueno solo tuve un bebé. Tome un gran respiro y dije esta es la sirenita y es un poco voluptuosa y voy a continuar con eso." Argumento, "Fue un sueño, y por supuesto le dije a Ginny (Goodwin) que sostuviera mi mano y me di cuenta, "¡Oh Dios mio, estoy casi desnuda!'"

## Recepción

### Audiencia
Por segunda vez consecutiva en su emisión, el episodio contó con una agraciada audiencia, colocando un 2.3/6 entre una público de 18-49 con 7.55 millones sintonizándolo, un poco más alto que el episodio anterior. El episodio se ha convertido en el más visto de la temporada superando lo logrado por el segundo emitido hace cuatro semanas.

### Críticas
Ariel recibido generalmente críticas positivas, con la mayoría alabando la interpretación de García Swisher, pero reservándose las críticas para la trama de Nunca Jamás y el lugar que estaba ocupando la temporada.
En una crítica de Entertainment Weekly, Hillary Busis citó, "Parafraseando a la misma sirenita, mover sus aletas muy pronto no llevará al show tan lejos -- a menos que haya algo que impulse a la serie a remar más lejos." Y si a eso le agregamos "Tal vez la nueva Ariel de MacGuffin ha sido enviada a encontrar el poder de inyectarle un poco de energía a la operación encuentren al niño; tal vez pasar la próxima semana en Storybrooke ayudará a darle a la temporada 3 la solidez de la que ha estado careciendo. De cualquier forma, si el status quo no cambia podría pasar de gruñona a una Maléfica."
Amy Ratcliffe de IGN le dio al episodio 9 de 10 — otorgándole una buena calificación — y argumentando "La sirenita era extrañable, y Garcia no podría haber hecho un mejor trabajo con ella. Tiene un terrorífica química con los demás, también. La cueva del eco fue algo muy conveniente para revelar los secretos, pero los guío a Neal (y le dio a la historia un avance) así que por lo menos fue satisfactorio en ese aspecto."
Christine Orlando de TV Fanatic también le dio a episodio una crítica positiva, dándole 4 de 5 puntos. Comento: "La sirenita fue hermosa y mágica, e ingenua. Y más como la original del cuento de Hans Christian Andersen, ella no pudo encontrar su final feliz…pero al menos en esta versión sobrevive para seguir con esperanza."
Alyse Whitney de Wetpaint le dio una crítica positiva, concentrándose más en las historias de los personajes principales que en Ariel, exclamando que su pareja favorita había sido Regina y Rumpelstiltskin. Comentó: "Aunque están muy separados de ser románticos la reina malvada y el oscuro, fue satisfactorio ver que se unieron." Lily Sparks de TV.com le dio al episodio una crítica mayormente positiva, concentrándose en la escena de la cueva, comentando "el concepto de tener a todos con sus oscuros secretos en una cueva fue algo maravilloso e intenso y arrojo mucha basura efectiva. Desearía que toda serie tuviera la oportunidad de tener su cueva del eco, una vez al año como lo realizado con episodios de Halloween. Sería infernalmente picante como Revenge." También hablo positivamente de los roles de Garfio, Regina, y Rumpelstiltskin, exclamando "Anunciar tu oscuro secreto o amar a alguien, la oportunidad que Garfio tuvo, fue una forma más liberadora y espontánea que cuando la persona que amas decide posponer la búsqueda de su hijo para ir en busca de su abusivo y en mal estado ex, por lo que terminas tragándote tus sentimientos y uniéndote con el oscuro, que es exactamente lo que Regina hizo en este episodio. (¿Soy la única que interpretó la escena así? ¡Las únicas historias de amor que encuentro convincentes en OUAT son aquelas que el show trata de meternos por la garganta!)"
Gwen Ihnat de The A.V. Club le dio al episodio una B-, argumentando que "Es muy impresionante ver que un episodio entero de Once Upon a Time puede pasar, unos 43 minutos más comerciales, y aun así, en este punto en la temporada, seguimos terminando en el mismo lugar en el que empezamos. Mientras nuestra tropa llega a su sexta semana en Nunca Jamás, de nuevo vemos un pequeño progreso del que estamos agradecidos por muy pequeños que sean. ¿Regina y Rumple aliándose? ¿Una posible futura visita a Storybrooke? ¿Blanca descubriendo que Encantador fue herido con la planta del sueño? Claro, Lo aceptamos."
Kylie Peters de Den of Geek le dio una crítica mixta con toques positivos, diciendo "Los momentos emociones son la nueva moda en la temporada 3 de Once. Como en pasadas adaptaciones, Ariel es lenta en mucha de su participación pero ofrece un momento de intenso sentimiento al final. Afortunadamente Ariel está disponible para ofrecer algo nuevo e interesante al episodio. Oh, y hay mucho de triángulo amoroso, si les interesa.